# Июль 2009 года

Список событий июля 2009 года.

## События
- 1 июля
  - Премьер-министр Хорватии Иво Санадер неожиданно объявил о том, что уходит в отставку и в будущем не намерен продолжать политическую карьеру[1].
  - Европейский союз объявил, что Ирландия смогла искоренить на своей территории заболевания бруцеллёзом, борьба с инфекцией обошлась стране в несколько миллионов евро[2].
  - Политический кризис в Гондурасе:
    - Организация американских государств потребовала от руководителей путчистов Гондураса вернуть президенту власть в течение трёх дней[3].
    - Парламент Гондураса одобрил временное ограничение конституционных свобод[4].

  - Швеция сменила Чехию на посту государства-председателя Совета ЕС[5].
  - В России вступил в силу закон по которому казино могут располагаться только в специально отведённых игорных зонах[6].
  - В Москве умерла Народная артистка СССР Людмила Зыкина[7].
  - Запущен самый тяжёлый коммерческий геостационарный спутник TerreStar-1 (6,9 тонн).
  - В Астане (Казахстан) начал работу III Съезд лидеров мировых и традиционных религий[8].
- 2 июля
  - Американские войска начали масштабную операцию против боевиков «Талибана» в провинции Гильменд на юге Афганистана[9].
  - Избран новый гендиректор МАГАТЭ, им стал Юкио Амано[10].
  - КНДР провела очередные ракетные пуски с полигона, расположенного на востоке страны близ города Хамхын провинция Хамгён-Намдо[11].
- 3 июля
  - США получил от России договорённость о предоставлении воздушного коридора в Афганистан через свою территорию[12].
  - В Австралии были открыты три новых вида динозавров: Australovenator wintonensis, Wintonotitan wattsi и Diamantinasaurus matildae[13].
  - Нигерия, Алжир и Нигер подписали соглашение о строительстве Транссахарского газопровода[14].
  - Признан дееспособным Иван Демьянюк обвиняемый в причастности к убийству 29000 евреев в концлагере «Треблинка»[15].
  - Страны-члены Африканского союза прервали все контакты с международным уголовным судом, в знак протеста против выданного ордера на арест суданского президента Омара аль-Башира[16].
  - Премьер-министром Хорватии впервые в истории этой страны стала женщина — Ядранка Косор[17].
  - Верхняя палата японского парламента утвердила законопроект, по которому спорные острова Южных Курил отныне официально будут именоваться «исконными территориями Японии»[18].
  - ОБСЕ вынесла резолюцию, в которой приравняла сталинизм к нацизму. Документ получил резко негативную оценку российской делегации и был воспринят как дипломатическая атака на Россию. Резолюцию лоббировали Литва и Словения. С критикой резолюции выступили Греция и Франция[19].
- 4 июля
  - Генеральная ассамблея Организации американских государств постановила исключить Гондурас из числа членов организации[20].
  - Девять чеченских милиционеров погибли в результате обстрела милицейской автоколонны в Сунженском районе Ингушетии[21].
  - Уимблдонский теннисный турнир среди женщин выиграла Серена Уильямс, обыграв в финальном матче Винус Уильямс[22].
  - Крушение вертолёта Ми-171 в Пакистане, погибли 26 сотрудников спецслужб Пакистана, направлявшихся на операцию по ликвидации одного из лидеров «Талибана»[23].
- 5 июля
  - В Болгарии начались парламентские выборы[24].
  - Более 150 человек были убиты и 800 получили ранения из-за массовых беспорядков в китайском городе Урумчи[25].
  - Роджер Федерер стал победителем в Уимблдонском турнире среди мужчин, обыграв в финальном матче Энди Роддика[26].
  - Двое британских военнослужащих погибли на юге Афганистана во время военной операции «Коготь пантеры»[27].
- 6 июля
  - Скончался русский писатель Василий Аксёнов[28].
  - Бурунди и Руанда присоединились к Восточноафриканскому сообществу[29].
  - Лайнер со свергнутым президентом Мануэлем Селайей на борту совершил посадку в столице Никарагуа Манагуа, так как путчисты не допустили приземления самолёта в Гондурасе[30].
  - Состоялись переговоры президентов России и США, в ходе которых, в частности, было подписано соглашение о будущем двукратном сокращении количества ядерных боезарядов[31].
  - Полные тексты синайского кодекса стали доступны в интернете[32].
- 7 июля
  - В Лос-Анджелесе состоялись церемония прощания и похороны Майкла Джексона[33].
  - Совет безопасности ООН осудил запуски ракет, проведённые КНДР 4 июля, и потребовал от Пхеньяна прекратить действия, нарушающие резолюции СБ[34].
  - Китайские власти арестовали свыше 1400 человек за участие в беспорядках в городе Урумчи[35].
- 8 июля
  - Боевики движения за освобождение дельты реки Нигер заявили об успешных актах диверсии на двух нефтепроводах, один из которых принадлежит Shell, а другой итальянской компании Agip[36].
  - В Индонезии открылись избирательные участки и начались выборы нового президента страны[37]. Победу в выборах одержал действующий глава Индонезии Сусило Бамбанг Юдхойоно[38].
  - Европейская комиссия наложила штраф более чем в миллиард евро на крупные компании E.ON и GDF Suez за нарушение антимонопольного законодательства[39].
  - ЦИК объявил, что большинство голосов в парламентских выборах в Болгарии набрала партия ГЕРБ[40].
  - В итальянском городе Аквила открывается 35-й саммит лидеров стран «большой восьмёрки»[41].
- 9 июля
  - Прошла мощная кибератака на американские и южнокорейские правительственные сайты[42].
  - Премьер-министр Турции Реджеп Эрдоган назвал события в Урумчи геноцидом[43].
- 10 июля
  - Президент США Барак Обама прибыл в Гану с однодневным визитом, цель которого «способствовать укреплению в Африке демократии»[44].
  - Землетрясение в китайской провинции Юньнань магнитудой 5,7 разрушило дома миллиона человек[45].
- 11 июля
  - Тропический шторм «Карлос» сформировавшийся ранее в Тихом океане усилился до урагана первой категории по шкале Саффира — Симпсона[46].
  - Гран-при 44-го международного кинофестиваля в чешских Карловых Варах получила картина «Ангел у моря» бельгийского режиссёра Фредерика Дюмона[47].
  - Новым премьер-министром Перу стал Хавьер Веласкес Кескен[48].
  - На востоке Боснии в окрестностях Сребреницы прошла многотысячная траурная церемония памяти жертв случившейся в этом городе трагедии[49].
- 12 июля
  - В Конго прошли президентские выборы. Победил действующий президент Дени Сассу-Нгессо (78,6 %)[50].
  - 26 полицейских стали жертвами двух атак маоистов в индийском штате Чхаттисгарх[51].
  - На выборах в законодательное собрание Токио впервые за последние 44 года одержала победу оппозиционная партия — Демократическая партия Японии[52].
  - В провинции Куско на юге Перу произошло землетрясение магнитудой 5,3 по шкале Рихтера[53].
- 13 июля
  - В Перу в результате аномально рано начавшихся сильных холодов погибло около 250-и детей[54].
  - Президент Сомали Шейх Шариф Шейх Ахмед объявил о полной победе над исламистами в продолжавшихся более двух месяцев боях за столицу страны[55].
  - Турция, Австрия, Болгария, Венгрия и Румыния подписали в Анкаре межправительственное соглашение о строительстве газопровода Nabucco[56].
- 14 июля
  - Канада отменила безвизовый режим для граждан Чехии из-за роста обращений чешских цыган о предоставлении им канадского убежища[57].
  - Бывший президент Либерии Чарльз Тейлор предстал перед Гаагским трибуналом по делу о его преступлениях против человечества[58].
  - Председателем Европарламента избран бывший польский премьер-министр Ежи Бузек[59].
  - Первый успешный запуск спутника частной компанией: компания Space Exploration Technologies вывела на орбиту малайзийский спутник RazakSAT с помощью ракеты носителя «Falcon-1»[60].
  - Алжирское подразделение «Аль-Каиды» выступило с угрозой отомстить Китаю за уйгуров, погибших на прошлой неделе в результате беспорядков в китайском городе Урумчи[61].
- 15 июля
  - С мыса Канаверал успешно совершён запуск шаттла «Индевор» по программе STS-127. Цель полёта — доставка на МКС последней секции японского модуля «Кибо»[62].
  - Ту-154, выполнявший рейс 7908 Caspian Airlines из Тегерана в Ереван разбился севернее села Джаннатабад в провинции Казвин на севере Ирана[63].
  - Индекс потребительских цен в еврозоне впервые упал с тех пор, как Европейский союз начал собирать соответствующую ежегодную статистику в январе 1997 года[64].
  - В Чечне похищена и убита правозащитник, член наблюдательной комиссии Чеченской Республики Наталья Эстемирова[65].
  - Президент Туркменистана Гурбангулы Бердымухамедов принял участие в торжественной церемонии открытия искусственного озера «Алтын Асыр»[66][67].
- 16 июля
  - Американский 17-летний юноша Зак Сандерлэнд, стал самым молодым из путешественников, обогнувших земной шар в одиночку[68].
  - Парламент Исландии проголосовал за вступление страны в Европейский союз[69].
- 17 июля
  - Обнаружены доказательства, свидетельствующие о финансировании мятежниками из колумбийской ФАРК президентской предвыборной кампании нынешнего главы Эквадора Рафаэля Корреа[70].
  - Террористический акт в столице Индонезии Джакарта: два взрыва в центре города унесли жизни 9 человек, 50 ранено[71].
  - Опубликованы снимки космического аппарата LRO, который сфотографировал с высоким разрешением 5 из 6 мест посадки «Аполлонов» на Луну[72].
- 18 июля
  - В Великобритании в возрасте 113 лет скончался Генри Элингхем самый старый мужчина на Земле, участник Ютландского сражения и ветеран Первой мировой войны[73].
  - В Мавритании начались первые после военного переворота президентские выборы[74]. Победу на выборах одержал генерал Мохаммед ульд Абдель Азиз[75].
  - Боевики движения за справедливость и равенство освободили 60 заключённых в Дарфуре[76].
  - Поль Бийоге Мба был назначен новым премьер-министром Габона[77].
- 19 июля
  - 26 человек погибло в пакистанском городе Карачи от наводнения вызванного непрекращающимися проливными муссонными дождями[78].
  - На северо-востоке Нидерландов пожар уничтожил два специально сохранённых деревянных барака из концлагеря Вестерборк, в одном из которых находилась Анна Франк[79].
  - В таблицу Менделеева введён 112 элемент. Предложенное название копернициум планируют утвердить через полгода[80].
- 20 июля
  - Для разрешения длящегося в стране кризиса экс-президент Ирана Мохаммад Хатами призывал к проведению референдума[81].
  - Индия и США подписали ряд соглашений о сотрудничестве в военной сфере и в сфере ядерной энергетики[82].
- 21 июля
  - Премьер-министр Японии Таро Асо официально объявил о роспуске нижней палаты парламента страны[83].
  - Министр иностранных дел Испании Мигель Анхель Моратинос посетил Гибралтар, это первый визит испанских властей за почти 300 лет[84].
  - Астрономы подтвердили падение на Юпитер небесного тела[85].
- 22 июля
  - Постоянная палата третейского суда в Гааге приняла решение о разделении нефтеносного района у города Абьей между севером и югом Судана[86].
  - Полное солнечное затмение. Полоса полного солнечного затмения 22 июля 2009 года прошла по Индии, странам Индокитая и Китаю, затем покинула материк и дальше прошла по Тихому океану, зацепив некоторые кусочки суши, в частности мелкие острова Японии. Максимальная продолжительность затмения рекордна для XXI века — 6 мин. 39 сек[87].
  - В Хабаровске стартовали российско-китайские учения «Мирная миссия — 2009», основная цель которых — подготовка к борьбе с международным терроризмом[88].
  - Катастрофа Ми-8 близ Котова. Погибли 2 человека.
- 23 июля
  - Хиллари Клинтон подписала в Таиланде договор о дружбе между Соединёнными Штатами и странами Юго-Восточной Азии[89].
  - Введена в эксплуатацию подводная волоконно-оптическая сеть SEACOM протяжённостью в 17 000 км, с её помощью юг и восток Африки получили скоростной интернет[90].
  - Начались президентские выборы в Кыргызстане[91].
  - На медицинской пресс-конференции в Германии было объявлено об первой в мире успешной пересадке рук[92].
  - Коррупционный скандал в США — в результате операции ФБР были арестованы 44 человека, в том числе мэры трёх городов, несколько раввинов и других известных общественных деятелей[93].
- 24 июля
  - На Канарских островах прошла церемония открытия крупнейшего в мире оптического телескопа с участием короля Испании Хуана Карлоса[94].
  - В катастрофе «Ил-62» в Иране погибли 16 человек[95].
  - По итогам выборов президентом Индонезии стал действующий глава государства Сусило Бамбанг Юдойоно[96].
- 25 июля
  - Скончался Гарри Пэтч последний британский ветеран Первой мировой войны[97].
  - В Иракском Курдистане прошли президентские и парламентские выборы[98].
- 26 июля
  - Испанский велогонщик Альберто Контадор стал победителем велогонки «Тур де Франс»[99].
  - Китайские хакеры атаковали и взломали сайт австралийского кинофестиваля на котором будет показан фильм о лидере Всемирного уйгурского конгресса Рабии Кадыр[100].
  - Президентом Макао стал Фернандо Чуи[101].
  - В Индии состоялся торжественный спуск на воду первой индийской атомной подводной лодки INS Arihant[102].
- 27 июля
  - ЦИК Албании объявил о победе в парламентских выборах Демократической партии, возглавляемой премьер-министром страны Сали Беришой[103].
  - По инициативе руководителей Китая и США в Вашингтоне открылся первый раунд Стратегического и экономического диалога между Китаем и США[104].
  - Порядка 150 человек погибло в северной Нигерии в результате столкновений радикальных исламистов и местной полиции[105].
  - Начался визит патриарха Московского и всея Руси Кирилла на Украину[106].
  - Жители одной из общин в Восточной капской провинции ЮАР заявили имущественные претензии на крупный город Умтата, так как город построен на землях, конфискованных у этой общины во времена апартеида[107].
  - По итогам выборов в Кыргызстане президентом стал действующий глава государства Курманбек Бакиев[108].
  - В Карибском море недалеко от Теркс и Кайкос перевернулось судно на борту которого находилось 200 мигрантов из Гаити[109][110].
- 28 июля
  - Абделькадер Беллирадж, лидер исламистов в Марокко, приговорён к пожизненному заключению за создание террористической группировки[111].
- 29 июля
  - На заседании Генеральной ассамблеи ООН прошли горячие дебаты о предоставлении возможности международному сообществу вторгаться в страны, где нарушаются права человека, и проводить там так называемую гуманитарную интервенцию[112].
  - Администрация президента США Барака Обамы заявила, что Россия может вступить в НАТО, при соблюдении определённых условий[113].
  - Заморожены отношения между Колумбией и Венесуэлой: Уго Чавес отозвал посла своей страны в Колумбии в знак протеста против обвинений в поставках оружия повстанцам ФАРК[114].
  - В Молдове начались досрочные парламентские выборы[115].
- 30 июля
  - В Атлантическом океане пропал мальтийский сухогруз Arctic Sea[116].
  - На президентских выборах в Гвинее-Бисау победил кандидат от правящей партии Малам Бакай Санья[117].
  - Два человека погибли при взрыве, прогремевшем в городе Пальманова на испанском острове Майорка. На несколько часов были закрыты все авиационные и морские порты на острове[118].
  - Премьер-министр Австралии Кевин Радд дал обещание создать 50000 «зелёных» рабочих мест, одновременно борясь с безработицей и изменением климата[119].
  - В Нигерии правительственные войска уничтожили более 200 боевиков секты исламистов «Боко харам»[120].
- 31 июля
  - Федеральный суд США отменил запланированный суд над крупнейшим швейцарским банком UBS, обвиняемым в помощи американцам в укрывательстве от уплаты налогов, так как основные вопросы между сторонами оказались урегулированы[121].
  - Успешно приземлился космический челнок «Индевор» окончив полёт к МКС по программе STS-127[122].
  - Газпром запустил строительство газопровода Сахалин — Хабаровск — Владивосток[123].
  - Генеральный прокурор Венесуэлы заявил, что свобода выражения мнений в Венесуэле «должна быть ограничена», на обсуждение в Национальную ассамблею был предложен законопроект, который вводит дополнительные ограничения на работу средств массовой информации страны[124].